# Parapallene capillata
Parapallene capillata là một loài nhện biển trong họ Callipallenidae. Loài này thuộc chi Parapallene. Parapallene capillata được miêu tả khoa học năm 1954 bởi Stock.